# 国際連合工業開発機関
国際連合工業開発機関（こくさいれんごうこうぎょうかいはつきかん、英語: United Nations lndustrial Development Organization, UNIDO）は、開発途上国の経済発展と工業基盤の整備の支援を目的とした国際連合の専門機関。
1966年の総会決議に基づき総会の補助組織として発足し、翌1967年1月、オーストリアのウィーンに本部を置く組織として活動する。その後、第16番目の国連専門機関として1985年に正式に独立した。
2019年4月1日現在、170の国が加盟しており、各地に事務所・デスクを置く。本部はウィーン。
カンデ・ユムケラー前事務局長時代に米国・英国・フランス・カナダ・オーストラリア・オランダ・ニュージーランドが脱退し、李勇（LI Yong）現事務局長時代にポルトガルが脱退した。

## 概要
発展途上国（特にアフリカなどのLDC諸国）の産業における持続可能な発展を支援し、環境面などでの工業発展問題を克服し、人々の生活と世界の繁栄を目指す。